# قرة قانلو (جرغلان)
قرة قانلو (بالفارسية: قره‌قانلو) هي قرية تقع في إيران في قسم جرغلان الريفي. يقدر عدد سكانها بـ 417 نسمة .